# Dionysius de Areopagiet
Dionysius de Areopagiet (Oudgrieks: Διονύσιος ὁ Ἀρεοπαγίτης; 1e eeuw v.Chr. – Athene, ong. 95) was een rechter van de Atheense rechtbank de Areopaag. Volgens het Bijbelboek Handelingen (17:34) werd hij tot het christendom bekeerd door de preken van de apostel Paulus, samen met Damaris en enkele anderen. Volgens de Historia Ecclesiae van de geschiedschrijver Eusebius van Caesarea werd Dionysius de eerste bisschop van Athene.
Dionysius zou door het aanschouwen van een zonsverduistering in de stad Heliopolis op de hoogte gesteld zijn van de geboorte van Christus. Ook zou hij, volgens legende, aanwezig zijn geweest bij het ontslapen van Maria.
Aan Dionysius werd een beroemde verzameling boeken uit de 5e eeuw toegeschreven, het 'Corpus Dionysiacum', of 'Corpus Areopagiticum'. Dit werk werd echter omstreeks het jaar 500 door een ander onder zijn naam geschreven. Die schrijver stond in de vorige eeuw vooral bekend als de Pseudo-Dionysius de Areopagiet. Vanaf de eeuwwisseling is echter bij driekwart van de boeken en artikelen over hem de toevoeging 'Pseudo' weggelaten. In 2015 verscheen de eerste volledige Nederlandse vertaling van zijn werk onder de naam 'Dionysius de Areopagiet, Verzamelde werken'.
Dionysius werd in het verleden verward met de gelijknamige Gallische martelaar en eerste bisschop van Parijs, Dionysius van Parijs; naar wie de Kathedraal van Saint-Denis vernoemd is. Door deze verwarring zouden Dionysius de Areopagiet en Dionysius van Parijs dezelfde feestdag, 9 oktober, hebben.
In Athene bevindt zich de Kathedraal van Sint-Dionysius de Areopagiet.